# Afrophysema tuticorina
Afrophysema tuticorina is een tweekleppigensoort uit de familie van de Lucinidae. De wetenschappelijke naam van de soort is voor het eerst geldig gepubliceerd in 2005 door Taylor & Glover.